# Соколов, Пётр Фёдорович
Пётр Фёдорович Соколо́в (1787, Москва — 3 [15] августа 1848, имение Мерчик, Валковский уезд, Харьковская губерния) — русский живописец-акварелист и литограф, один из основоположников и крупнейших мастеров русского акварельного портрета, академик Императорской Академии художеств.

## Биография
В 1800 году поступил в Императорскую Академию художеств, где и обучался живописи под ближайшим руководством профессора B. К. Шебуева. В бытность свою в Академии Соколов в 1807 и 1808 годах получил малую и большую серебряные медали за рисунки с натуры; в 1809 году он был награждён малой золотой медалью за картину по программе: «Изобразить Андромаху, оплакивающую Гектора». В этом же году Соколов окончил курс Академии с званием художника XIV класса и был оставлен при Академии в качестве пенсионера для дальнейшего усовершенствования в живописи.
Ему была задана программа на большую золотую медаль: «Представить отъезд Великого Князя Дмитрия Донского на сражение с приближавшимся к Москве Мамаем, приемлющего благословение на сие решительное дело спасения России от святого Сергия Радонежского чудотворца и прощающегося с своею супругою». За написанную по этой программе картину Соколов, однако, не получил большой золотой медали, дававшей ему право на поездку на казённый счет за границу, и в 1810 году оставил Академию.
Вслед за этим он поступил в качестве учителя в одно семейство, через посредство которого имел возможность получать заказы, служившие ему некоторой материальной поддержкой. Историческая живопись не была истинным призванием Соколова. После первых удачных опытов в акварели он посвятил себя всецело акварельной портретной живописи и скоро приобрел на этом поприще широкую и прочную известность. В 1810-х гг. в течение 4-х лет преподавал рисование в семье Левашевых.
Первым был удостоен звания академика живописи за акварельные портреты (1839).
Соколов был первым по времени русским акварелистом, показавшим различие между акварельной и миниатюрной живописью. Портреты Соколова при замечательном сходстве отличались прекрасным рисунком и приятностью красок. Заказы на портреты с течением времени поступали к Соколову все в большем и большем количестве. Через посредство графа Апраксина он был приглашен в Аничков дворец написать портрет великого князя — впоследствии императора — Александра Николаевича (тогда ещё трехлетнего ребёнка). Этот портрет очень удался Соколову и доставил ему целый ряд новых заказов от двора. Он написал для него значительное число портретов, среди них — портрет императрицы Елизаветы Алексеевны, великих княжон Марии Николаевны и Ольги Николаевны и многих иностранных принцев, приезжавших к русскому двору. Соколов писал портреты очень быстро, как правило за один сеанс. За акварельный портрет художник получал от 50 до 100 рублей. Мастерство и популярность позволили художнику построить в Санкт-Петербурге собственный дом на Грязной (Николаевской) улице (архитектор Диметр).
С самого окончания курса в Академии Соколов жил в Петербурге, хотя предпочитал ему Москву, куда часто ездил, особенно в 1830-х годах, для изучения памятников древности; в Москве он останавливался обыкновенно у Е. И. Маковского, с которым находился в дружеских отношениях.
В 1842 году вследствие расстройства здоровья Соколов должен был отправиться для лечения за границу. Находясь в Париже, он написал портреты многих лиц парижской русской колонии. В 1843 году Соколов снова возвратился в Россию и в первое время поселился опять в Петербурге, а в 1846 году переехал на постоянное жительство в Москву.
В 1848 году Соколов жил в имении графини Орловой-Денисовой близ Харькова и здесь сделался жертвой свирепствовавшей в то время холеры.
Как человек, Соколов отличался благородными качествами души, веселым и открытым характером, был интересным и остроумным собеседником.
В Императорской Академии художеств находится гипсовый слепок с бюста Соколова работы И. П. Витали. Из работ Соколова большою известностью пользуется «Портрет супруги барона Клодта». В музее Императора Александра III в Петербурге находится «Портрет княгини Черкасской» работы Соколова.
Работы П. Ф. Соколова были широко представлены на историко-художественной выставке русских портретов в Таврическом дворце в Санкт-Петербурге (1905), где были выставлены сразу 71 портрет работы художника.
Во времена современной России состоялось несколько выставок работ П. Ф. Соколова, наиболее значительные: в Государственном музее А. С. Пушкина (2003) и в музее В. А. Тропинина и московских художников его времени (2017).

## Семья
В 1820 году женился на Юлии Павловне Брюлловой (1804—1877), сестре знаменитого Карла Брюллова, с которым поддерживал дружеские отношения. Брак оказался счастливым, и художник неоднократно с любовью отзывался о своей «Жюли». Семья жила дружно. Муж и жена во всем находили полное согласие и переживали вынужденные разлуки, связанные с поездками мастера для исполнения заказов. В семье Соколовых родились сыновья:
- Соколов, Пётр Петрович (1821—1899) — жанрист и портретист[6], академик (1899) ИАХ;
- Соколов, Павел Петрович (1826—1905) — живописец, акварелист[6], академик (1864) ИАХ;
- Соколов, Александр Петрович (1829—1913) — акварелист-портретист[6], академик (1859), действительный член (1896) ИАХ.

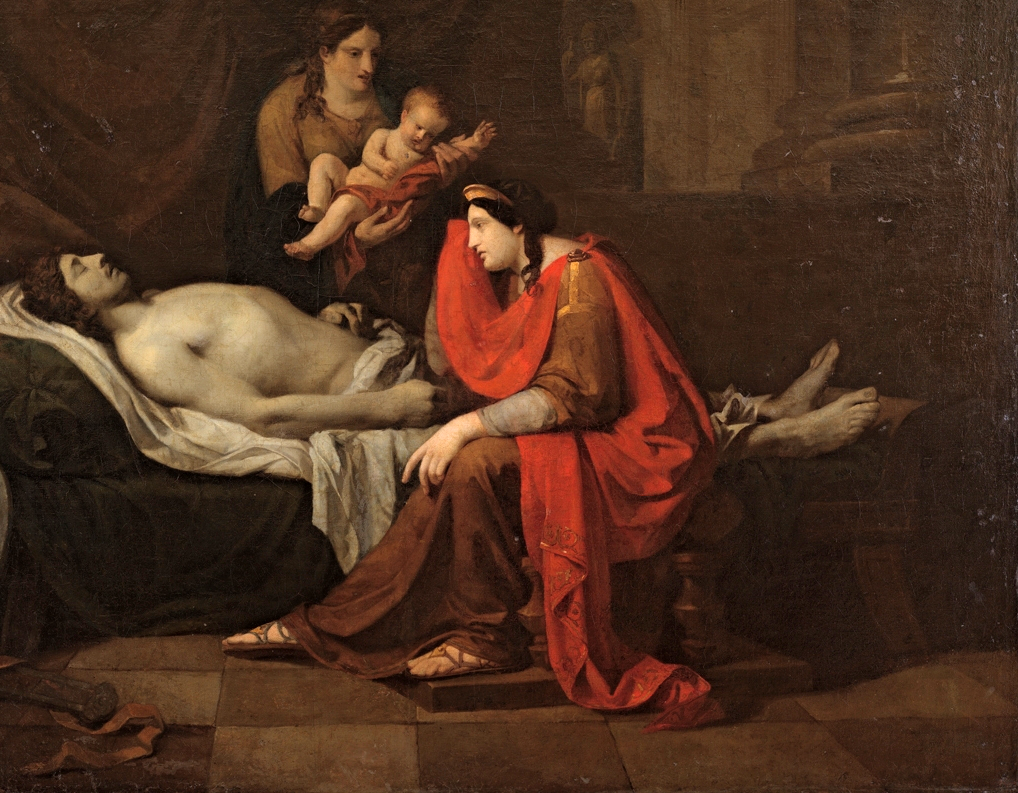
Андромаха оплакивает убитого Гектора (1809)
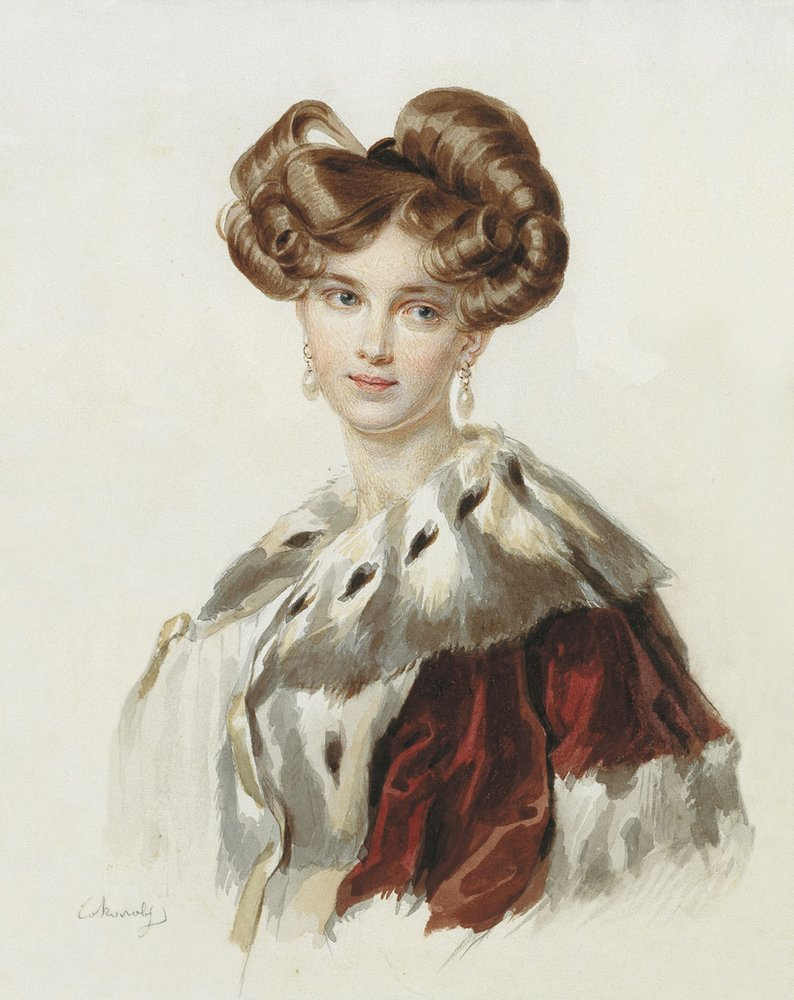
Портрет Идалии-Марии Полетики[7] (1820-е)
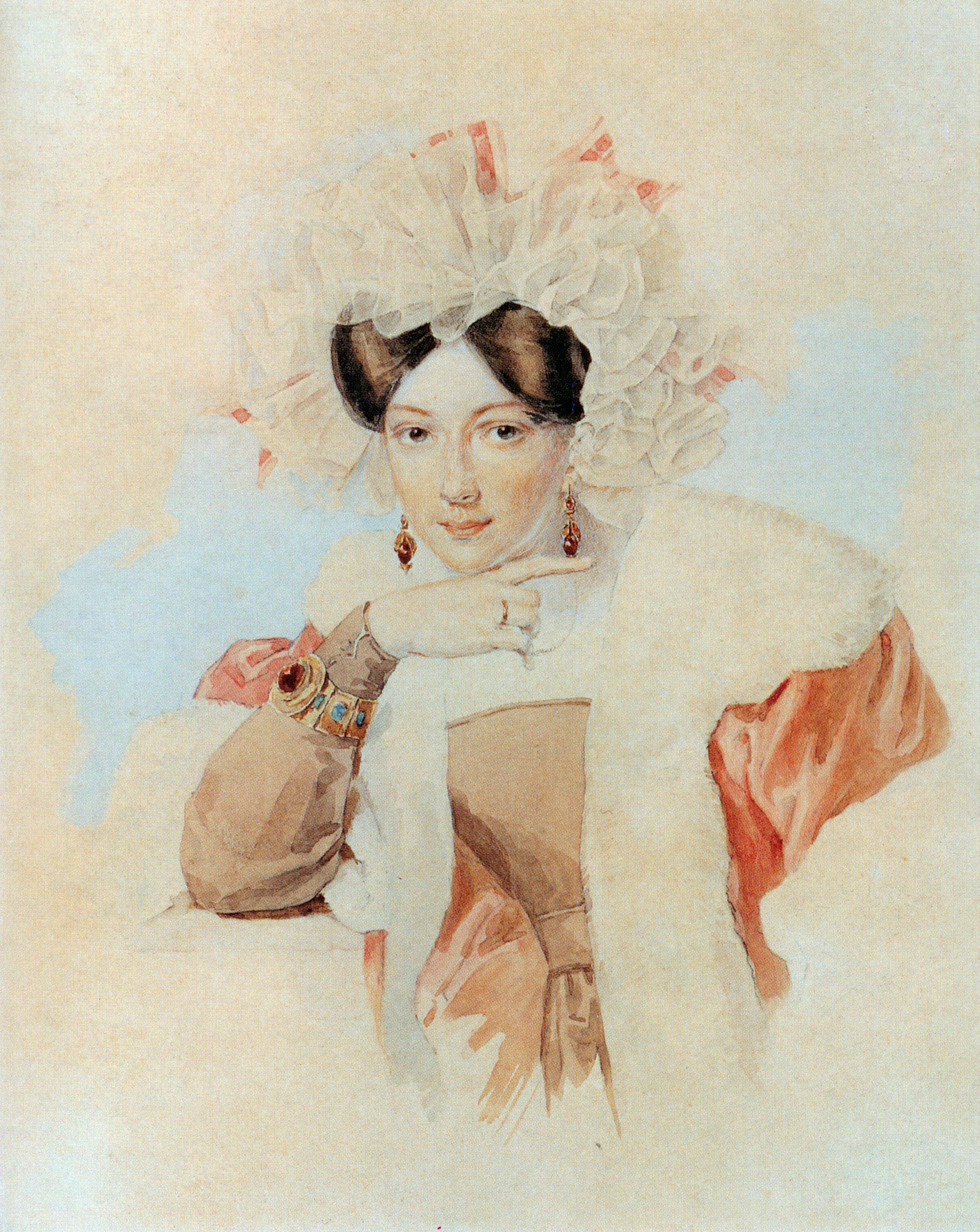
Портрет Ю. П. Соколовой (жены художника)[8] (1827)
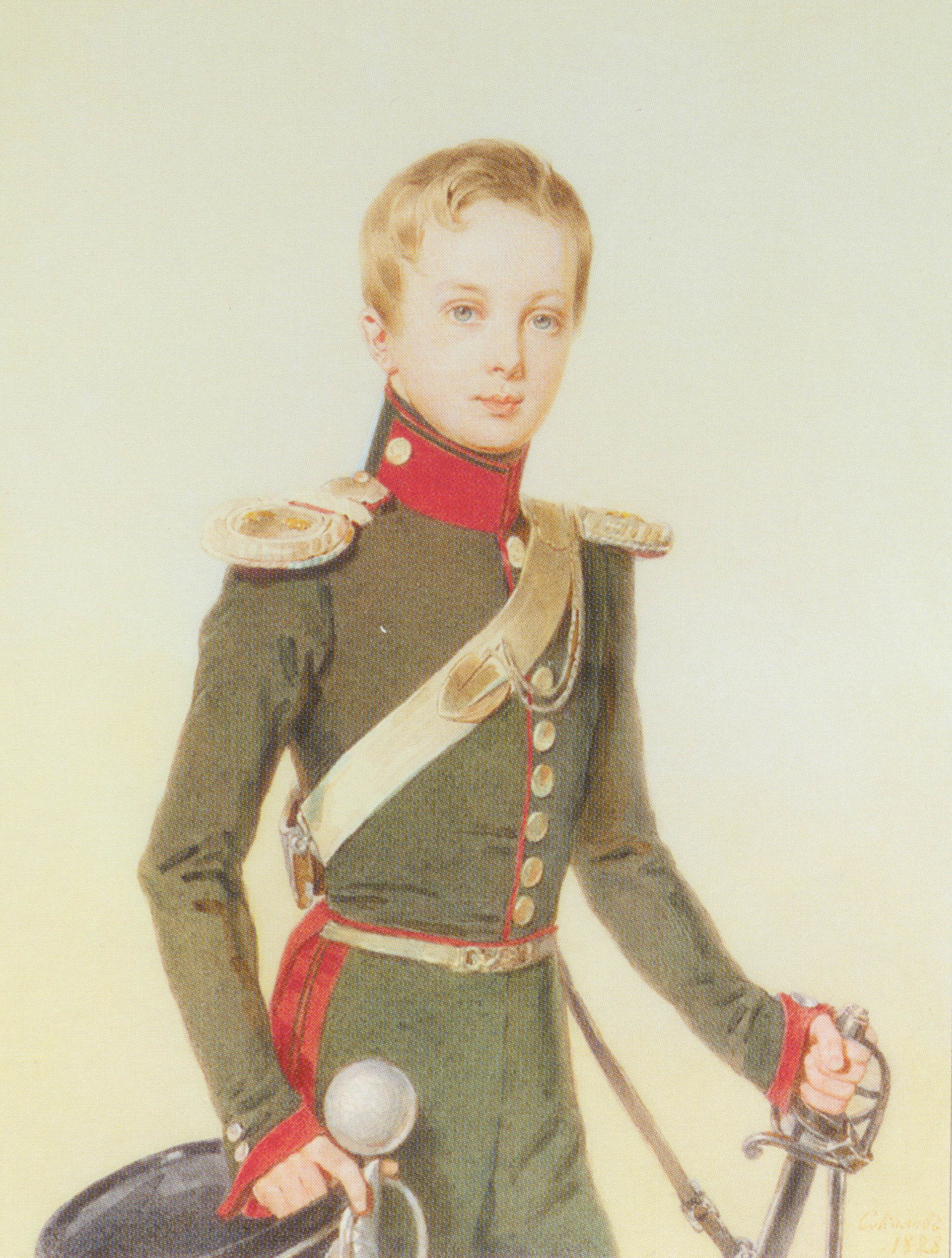
Портрет Александра II в детские годы (1828)
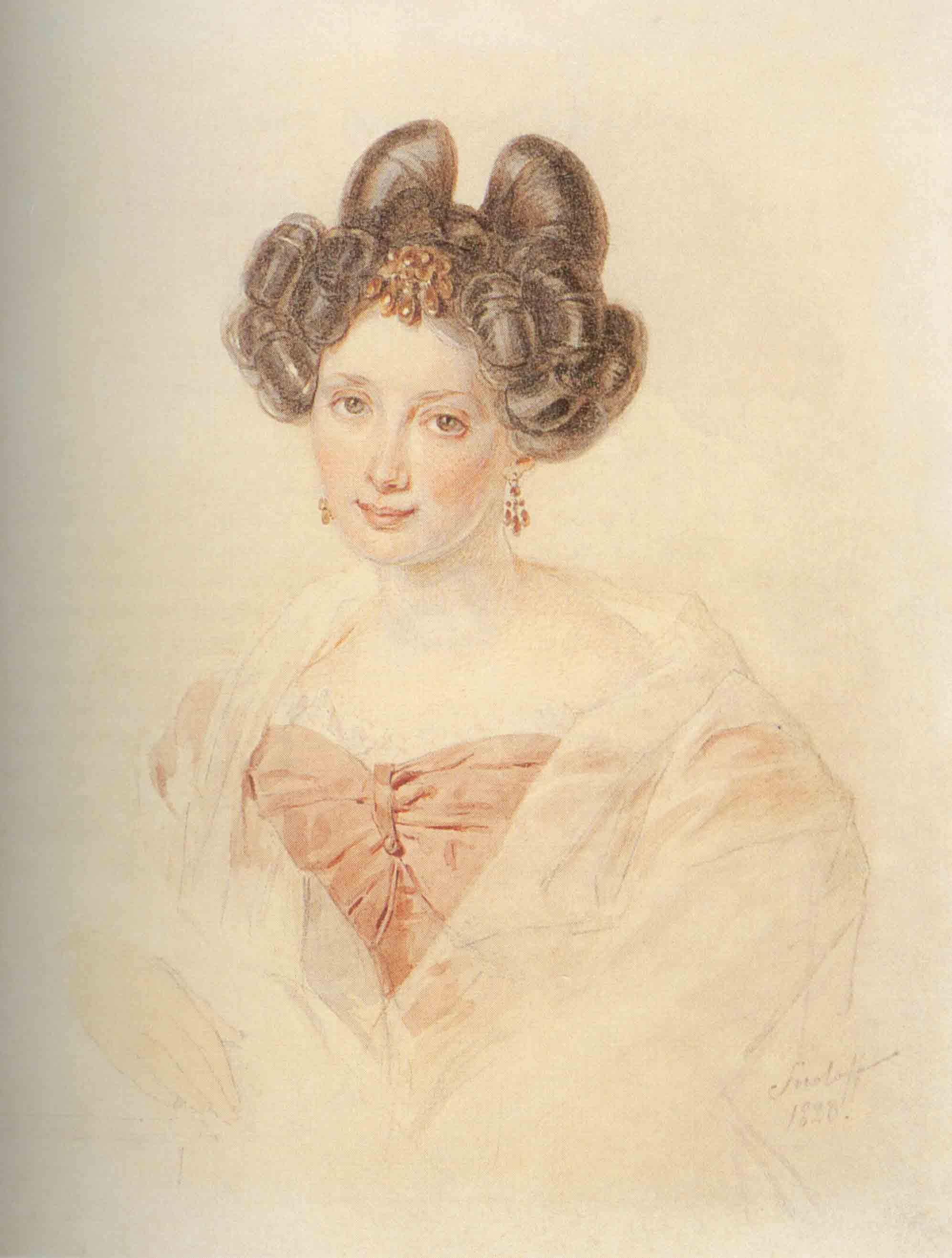
Портрет Екатерины Павловны Бакуниной (1828)